# Tournefort
Tournefort település Franciaországban, Alpes-Maritimes megyében. Lakosainak száma 147 fő (2022. január 1.). Tournefort Bairols, Clans, Malaussène, Massoins, La Tour és Utelle községekkel határos.

## Népesség
A település népessége az elmúlt években az alábbi módon változott:
| Lakosok száma | 37   | 46   | 93   | 154  | 147  | 162  | 167  | 155  | 149  | 147  |
|               | 1968 | 1982 | 1990 | 2006 | 2013 | 2015 | 2017 | 2019 | 2020 | 2022 |